# Кобахідзе Шота Семенович
Шота Семенович (Симонович) Кобахідзе (13 травня 1916, місто Кутаїс, тепер Кутаїсі, Грузія — ?) — грузинський радянський діяч, 1-й секретар Кутаїського міського комітету КП Грузії. Член ЦК КП Грузії. Депутат Верховної ради Грузинської РСР 5-го скликання. Депутат Верховної Ради СРСР 6—7-го скликань.

## Життєпис
Закінчив Грузинський індустріальний інститут.
У 1941 році — виконроб на будівництві Грузинської РСР.
У червні 1941—1946 роках — у Червоній армії, учасник німецько-радянської війни з лютого 1943 року. З 1941 року служив у 693-му окремому інженерному батальйоні Московського військового округу. З 1943 по 1944 рік — командир саперної роти 85-го окремого саперного батальйону 6-го танкового корпусу Московської зони оборони, з 1944 по 1945 рік — ад'ютант старший 134-го окремого гвардійського саперного батальйону 11-го гвардійського танкового корпусу. Воював на Північно-Західному, Воронезькому, 1-му Українському, 1-му та 2-му Білоруських фронтах.
Член ВКП(б) з 1943 року.
У 1946—1952 роках — виконроб на будівництві Кутаїського автомобільного заводу; старший інженер, начальник дільниці тресту «Кутаїсавтобуд» Грузинської РСР.
У 1952—1955 роках — начальник управління тресту «Кутаїсбуд»; головний інженер управління капітального будівництва Кутаїського автомобільного заводу.
У 1954—1957 роках — заступник голови виконавчого комітету Кутаїської міської ради депутатів трудящих.
У 1957—1961 роках — 2-й секретар Кутаїського міського комітету КП Грузії.
У 1961—1968 роках — 1-й секретар Кутаїського міського комітету КП Грузії.
Подальша доля невідома. 

## Звання
- старший лейтенант
- гвардії капітан

## Нагороди і відзнаки
- орден Леніна (2.04.1966)
- орден Червоного Прапора (23.06.1945)
- орден Вітчизняної війни І ст.(9.10.1944)
- орден Вітчизняної війни ІІ ст. (25.09.1943)
- орден Червоної Зірки (15.02.1944)
- медаль «За оборону Москви»
- медаль «За перемогу над Німеччиною у Великій Вітчизняній війні 1941—1945 рр.» (1945)
- медалі